# Боровиков, Константин Васильевич
Константин Васильевич Боровиков (1863—?) — русский  военный  деятель, полковник (1915). Герой Первой мировой войны, участник Русско-японской войны.

## Биография
Родился в Херсонской губернии. В 1882 году после окончания Николаевского Александровского реального училища вступил в службу. В 1885 году после окончания  Одесского военного училища по I разряду произведён в подпоручики и выпущен в Прагский 58-й пехотный полк. В 1889 году  произведён в поручики, в 1900 году в штабс-капитаны.
С 1904 году участник Русско-японской войны — капитан, командир роты. За боевые отличия в этой войне был награждён орденами  Святого Станислава и Святой Анны 3-й степени с мечами и бантом.

В 1910 году произведён в подполковники, командир батальона Прагского 58-го пехотного полка. С 1914 года участник Первой мировой войны. В 1915 году  произведён в полковники, первый старший офицер Прагского 58-го пехотного полка. Высочайшим приказом от 24 февраля 1915 года  за храбрость был награждён Георгиевским оружием: 
За то, что во время наступления полка 2-го октября 1914 года на город Хыров, будучи начальником правого боевого участка, под страшным ружейным, пулеметным и артиллерийским огнем, энергичным наступлением выбил передовые части противника и атаковал их окопы, овладел двумя рядами окопов, причём был захвачен один неприятельский пулемет

## Награды
- Орден Святого Станислава 3-й степени с мечами и бантом (ВП 1905)
- Орден Святой Анны 3-й степени с мечами и бантом (ВП 1907)
- Орден Святого Станислава 2-й степени (ВП 1910)
- Орден Святой Анны 2-й степени с мечами (ВП 1914; ВП 13.02.1915)
- Георгиевское оружие (ВП 24.02.1915)
- Орден Святого Владимира 3-й степени с мечами (ВП 13.07.1915)